# Angelo Becchetti
Angelo Becchetti (Roma, 20 novembre 1928 – Pesaro, 21 gennaio 2021) è stato un allenatore di calcio italiano.

## Carriera
Ha iniziato la carriera allenando il Casteggio; in seguito ha allenato la Tevere Roma in Serie C nella stagione 1963-1964; ha poi proseguito la sua carriera di tecnico nel settore giovanile della Roma, dove è rimasto dal 1964 al 1966. Negli anni sessanta dopo aver allenato il Cosenza è passato alla Vis Pesaro in Serie C; è rimasto nella squadra marchigiana fino al 1970, sfiorando anche la promozione in Serie B nella stagione 1968-1969. Nella stagione 1971-1972 ha allenato invece l'Ancona in Serie C, venendo però esonerato a stagione in corso. In seguito ha guidato il Riccione, sempre in terza serie, nella prima parte della stagione 1973-1974, durante la quale è stato sostituito in panchina dal suo vice Italo Castellani.
L'anno seguente è tornato alla guida della Vis Pesaro, con cui ha ottenuto un quinto posto in Serie D giocando con una squadra composta quasi esclusivamente da giocatori locali. Nella stagione 1976-1977 ha allenato il Rimini in Serie B, inizialmente in coppia con Helenio Herrera e poi in solitaria, conducendo la squadra alla salvezza. L'anno seguente subentra alla 15ª giornata ad Umberto Pinardi sulla panchina del Modena, ma non riesce ad evitare che la squadra chiuda il campionato di Serie B al 20º ed ultimo posto in classifica retrocedendo così in Serie C1. Nella stagione 1979-1980 subentra poi a Giancarlo Ansaloni sulla panchina del Riccione, nel campionato di Serie C2: a fine anno la squadra romagnola retrocede nel Campionato Interregionale. Nella stagione 1980-1981 ha allenato nuovamente la Vis Pesaro, in Serie C2; a fine anno la squadra è retrocessa in Serie D.
Nella stagione 1982-1983 ha invece allenato il Forlì, in Serie C1. Nella stagione 1984-1985 ha allenato il Taranto, in Serie B; in particolare, ha seduto sulla panchina della squadra pugliese in coppia con Bruno Pinna dalla 4ª alla 10ª giornata di campionato e, successivamente, in solitaria dalla 27ª alla 37ª giornata. Nella stagione 1997-1998 è tornato ad allenare, guidando per una stagione il Fano in Serie C2 ed ottenendo un 13º posto finale in classifica. In carriera ha seduto complessivamente per 199 volte sulla panchina della Vis Pesaro, grazie alle quali è l'allenatore con più presenze sulla panchina della squadra biancorossa.